# Messelogale
Messelogale is een geslacht van uitgestorven roofdieren uit de familie Miacidae die tijdens het Eoceen in Europa leefde. Voorheen werd het als Miacis kessleri geclassificeerd.

## Fossiele vondsten
Fossielen van Messelogale zijn gevonden in de Grube Messel in Duitsland.

## Kenmerken
Messelogale was een boombewonende miacide en met een lengte van 20 centimeter en een gewicht van ongeveer 155 gram.